# Odessas historiska centrum
Odessas historiska centrum (ukrainska: Історичний центр Одеси) är en stadskärna och ett världsarv i Odessa, Ukraina. Det är sedan 2023 listat som världsarv i fara, på grund av den ryska invasionen av Ukraina.

## UNESCO:s nominering
Platsen hade funnits med på UNESCO:s preliminära världsarvslista sedan den 6 januari 2009. Det var det Ukrainska kultur- och turismministeriet som nominerade området, med angivna kriterierna i, ii, iii, iv och v.  I januari 2023, genom ett särskilt snabbförfarande, lade UNESCO till området både på världsarvslistan och på listan över världsarv i fara, då enligt kriterierna ii och iv.

## Beskrivning
Det historiska centrumet ligger i en grund fördjupning vid kusten, cirka 30 kilometer norr om Dnisters mynning. Odessa grundades 1794 efter ett strategiskt beslut av Katarina den stora om att upprätta en varmvattenshamn efter det Rysk-turkiska kriget (1787–1792). Den nya staden byggdes på platsen för en tidigare turkisk fästning och planerades först av en militäringenjör, innan den utvidgades vidare under 1800-talet.
Odesas karaktär och snabba utveckling under 1800-talet kan tillskrivas hamnens framgång, de gynnsamma beslut som fattades av dess guvernörer samt stadens status som frihamn mellan 1819 och 1859. Handeln lockade människor från många olika folkgrupper, vilket skapade mångkulturella och mångetniska samhällen som gjorde Odesa till en kosmopolitisk stad. Utvecklingens tempo, den rikedom som skapades, och stadens mångkulturella prägel formade dess arkitektur och den stilvariation som fortfarande präglar stadsbilden. Samtidigt ledde dessa faktorer också till spänningar, vilket från och med 1821 utlöste en serie våldsamma händelser.
Odesas historiska centrum är uppbyggt i ett rutnätsmönster med breda, trädkantade gator indelade i två rektangulära kvarterssystem, anpassade efter riktningen på två djupa raviner som skär genom Odesas högplatå vinkelrätt mot havet.
Staden kännetecknas av relativt låga byggnader. Många av dess teatrar, religiösa byggnader, skolor, privata palats och hyreshus, klubbar, hotell, banker, varuhus, lagerlokaler, börser, terminaler och andra offentliga och administrativa byggnader ritades av framstående arkitekter och ingenjörer – flera från Italien under stadens första år – och speglar både en eklektisk mångfald av arkitektoniska stilar och de viktigaste verksamheterna i en handelsstad. 
Prymorskyj-boulevarden som löper längs platåns kant, Prymorskyjtrappan som leder ner till stranden, operahuset och Palais-Royal utgör några av stadens mest framstående landmärken. 
Även om den typ av stadsplanering och arkitektonisk kvalitet som finns i Odesa också återfinns i andra städer inom det forna ryska och österrikisk-ungerska imperiet, har Odesa bevarat stora delar av sitt historiska stadslandskap – vilket vittnar om stadens snabba och framgångsrika utveckling under 1800-talet, liksom om en befolkning som var långt mer mångskiftande än i många andra städer. Odesa kan därmed betraktas – som en spegling av många kulturer, värderingar, seder, samhällsformer och trossamfund – som ett särskilt tydligt vittnesbörd om de mångkulturella och multietniska traditionerna i östeuropeiska städer under 1800-talet.

## Skador under den ryska invasionen av Ukraina
Natten till den 23 juli 2023 genomförde Ryssland en robotattack mot Odesa, vilket orsakade svåra skador på Kristi förklarings katedral, stadens största kyrka. Ryssland förnekade att katedralen varit ett mål. Enligt myndigheterna skadades sammanlagt 25 arkitektoniska monument i Odessas historiska centrum. Den 5 november 2023 träffade en ny rysk robotattack Odessa konstmuseum och flera bostadshus.

## Byggnader

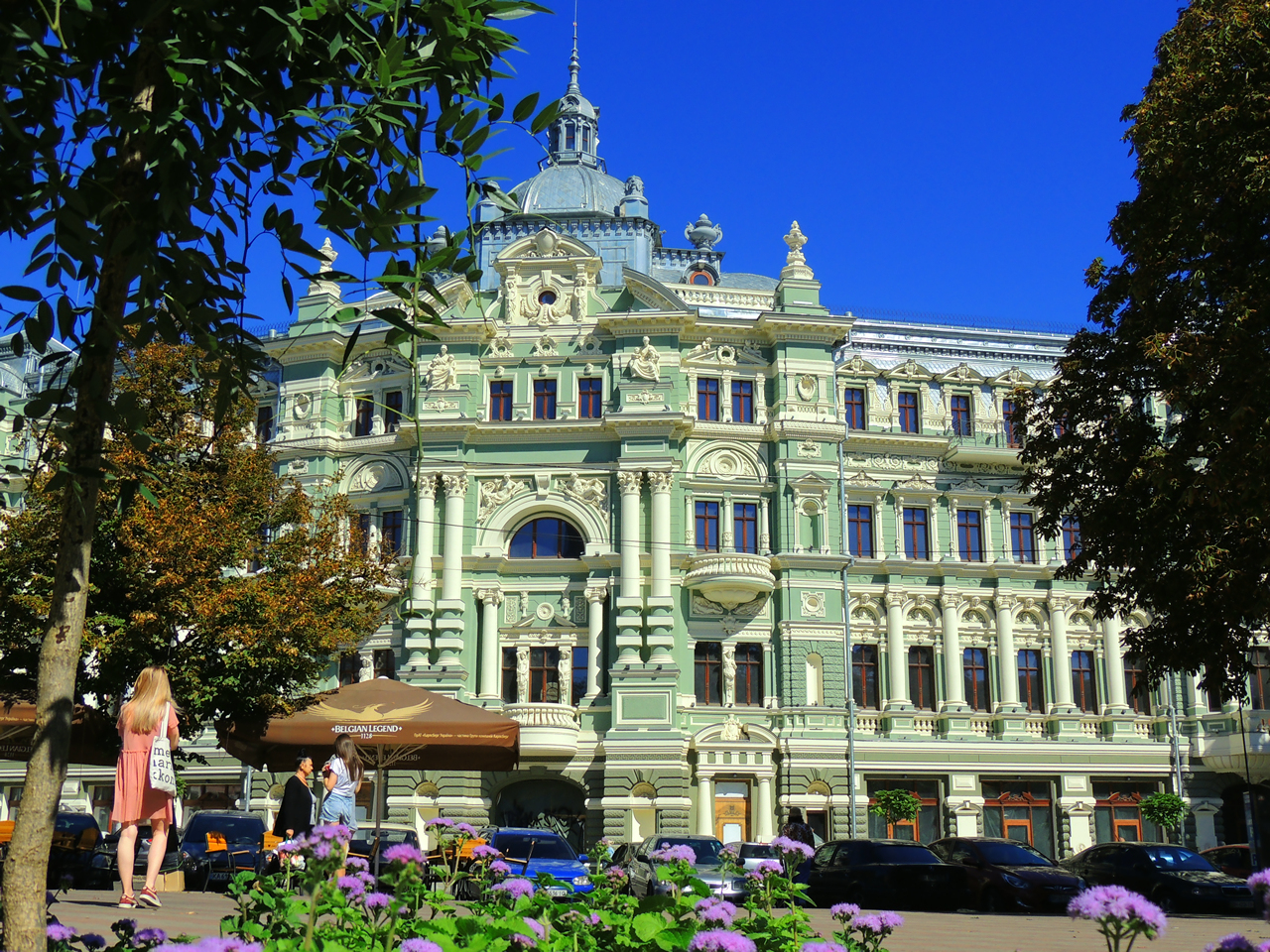
Russov-huset
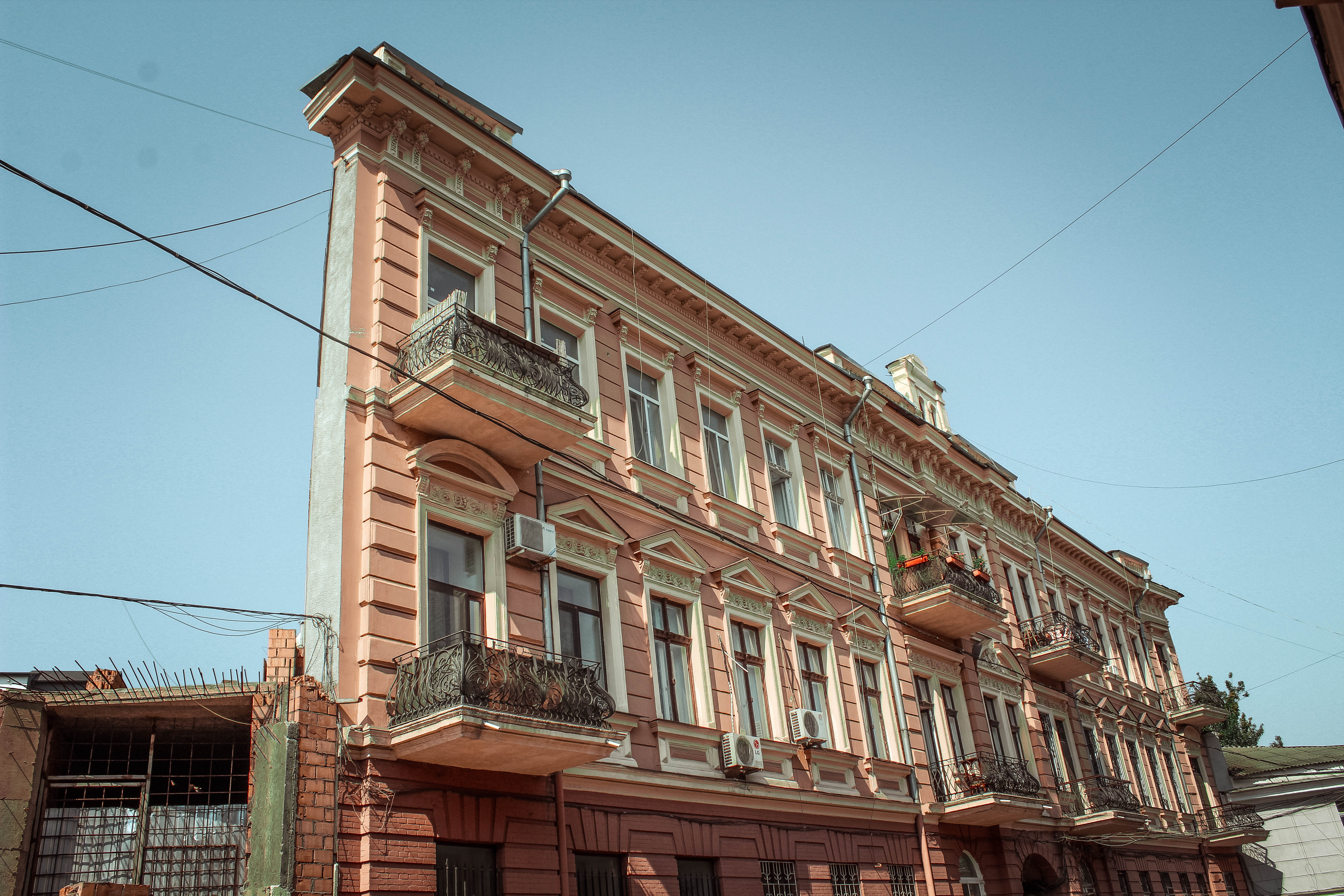
”The Wall House”
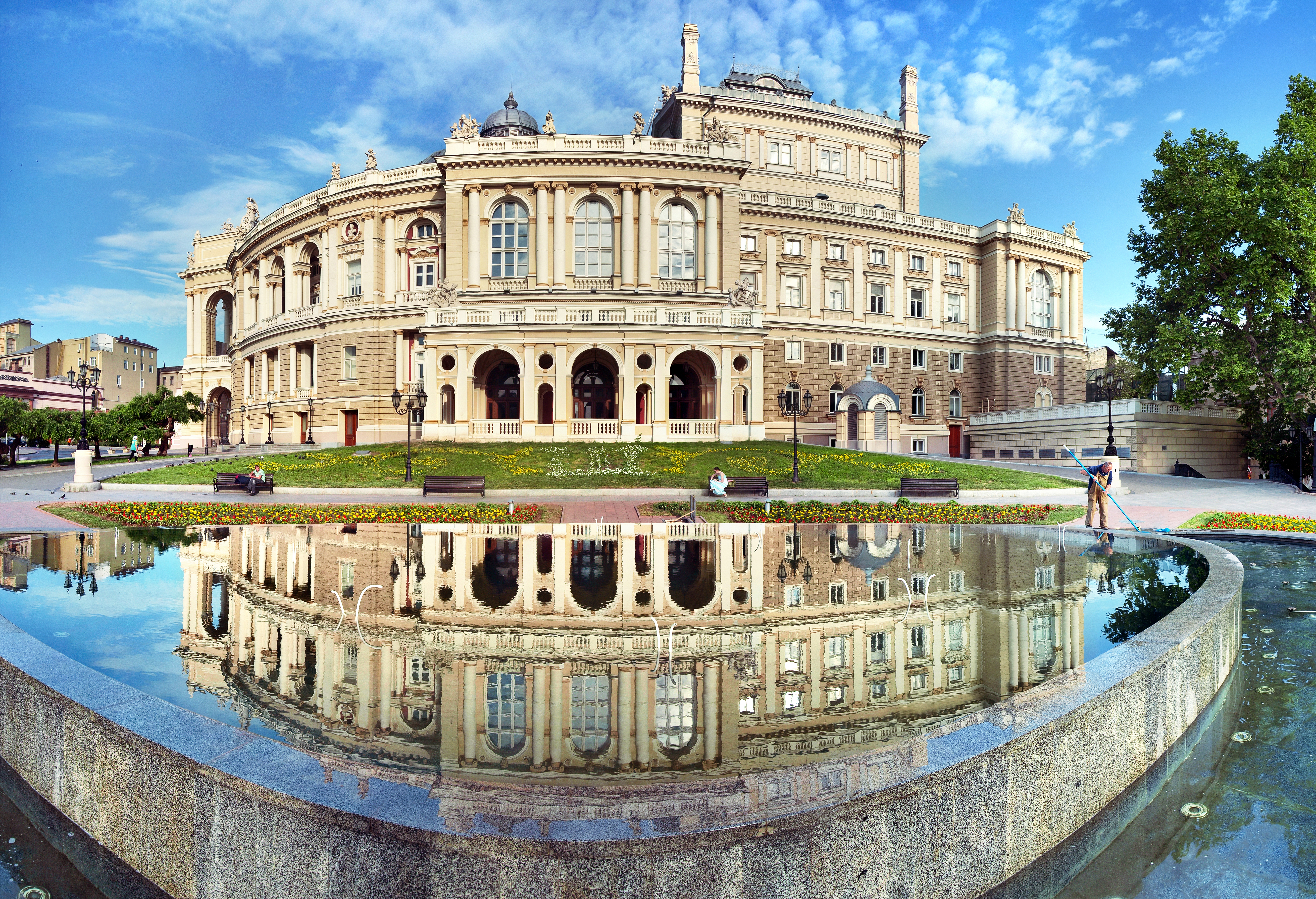
Operahuset
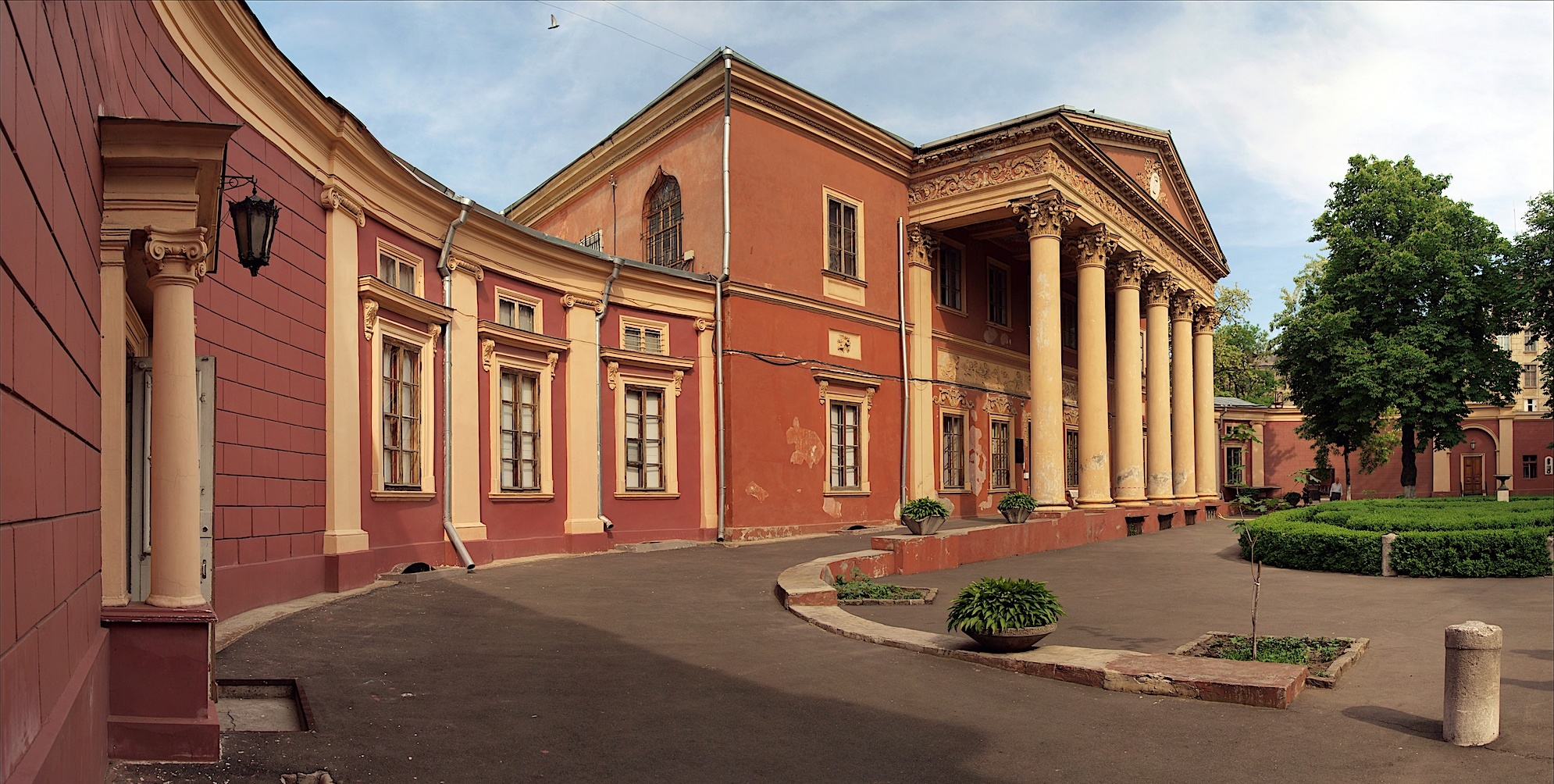
Potocki-palatset
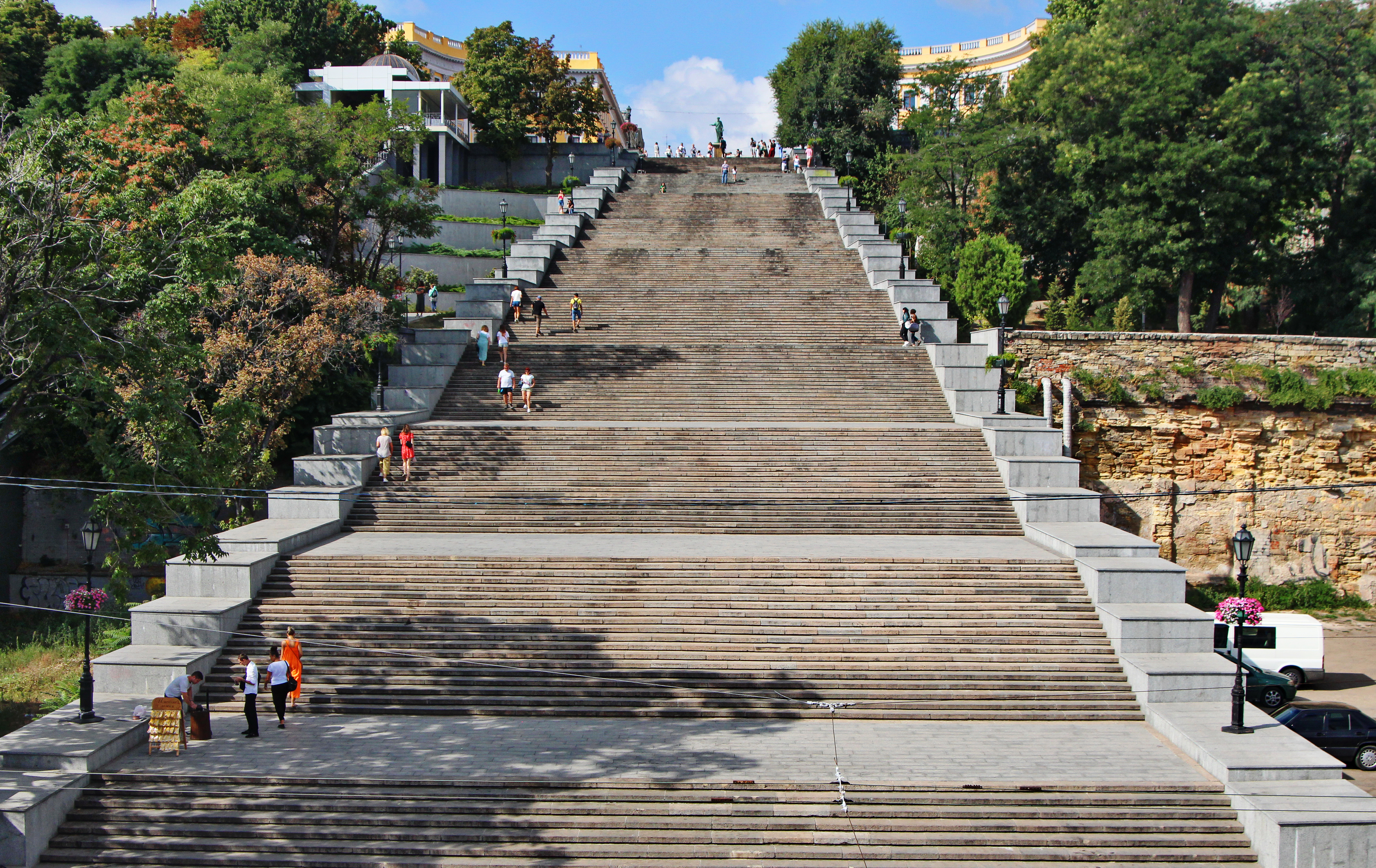
Potemkintrappan
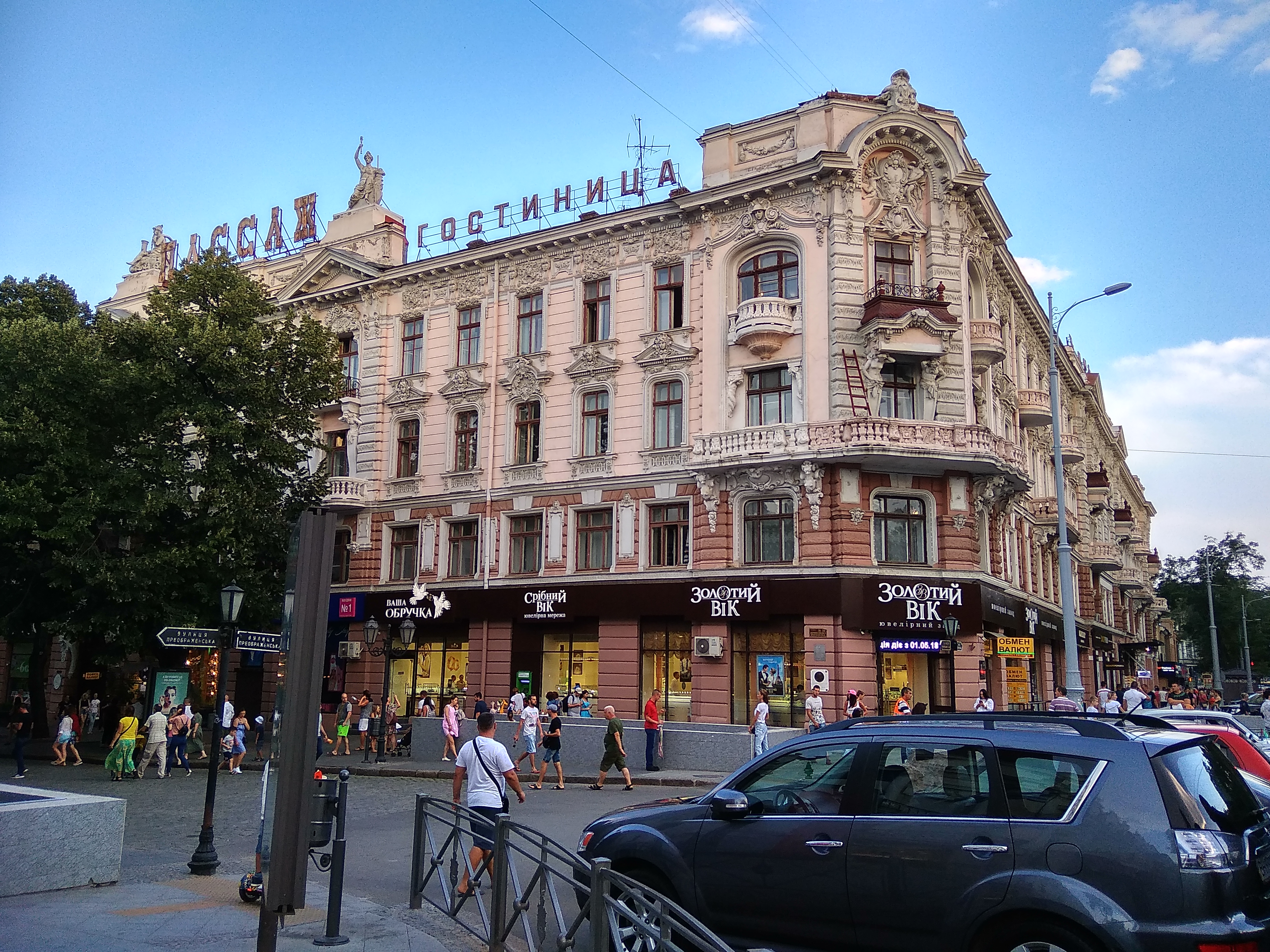
Hotellpassagen
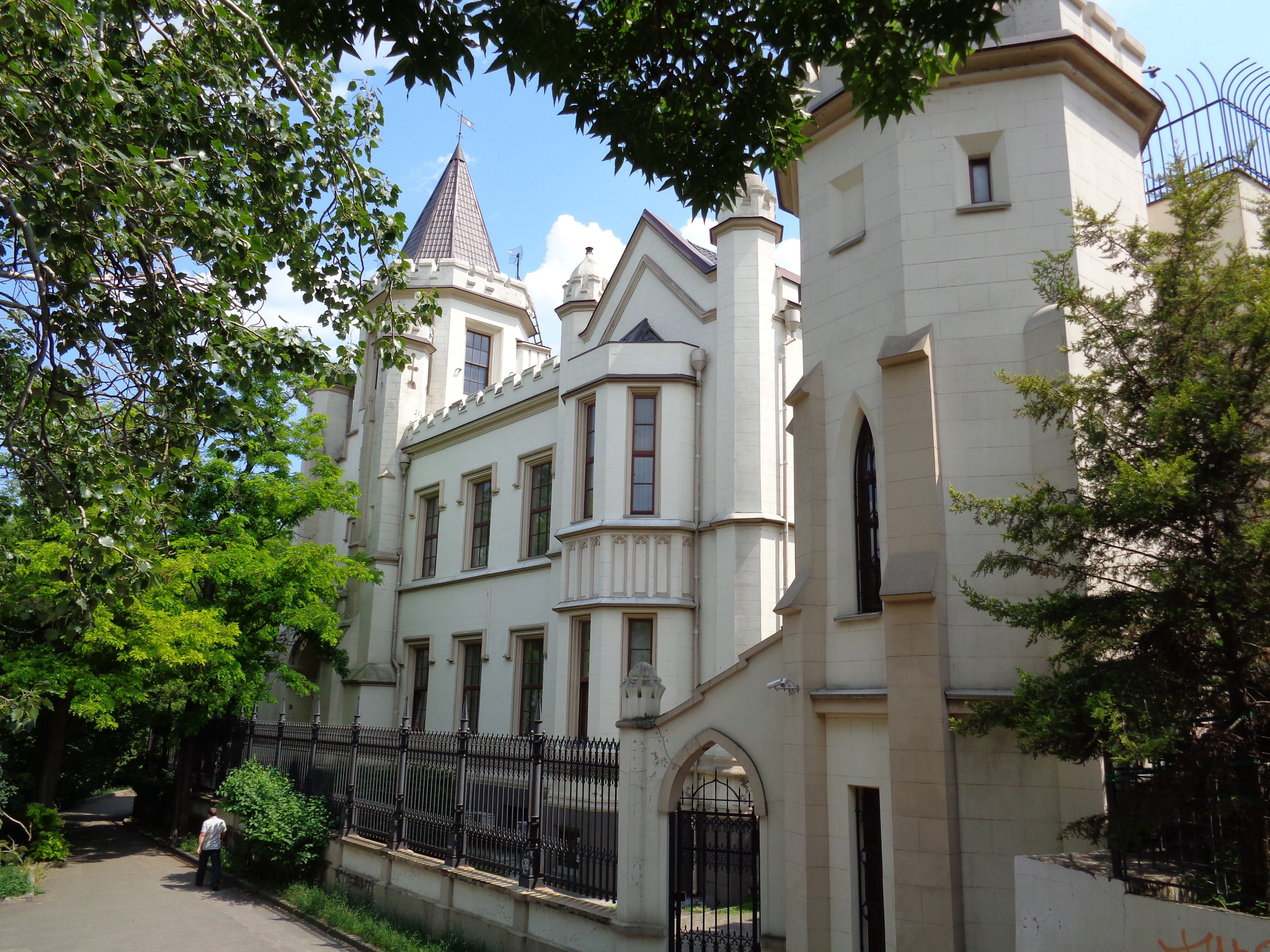
Bzhozovsky-palatset
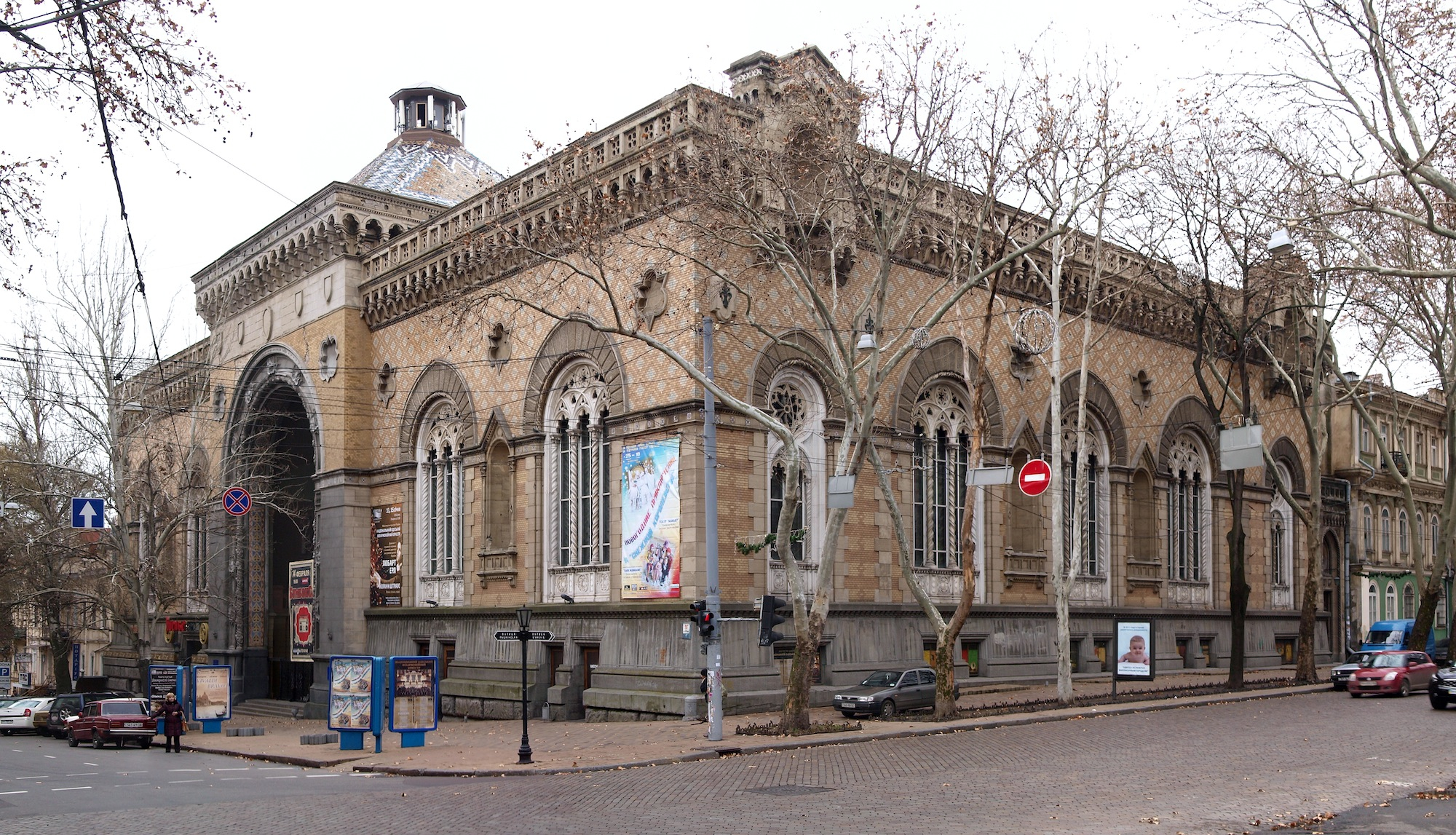
Odessas filharmoniska teater, en före detta börs
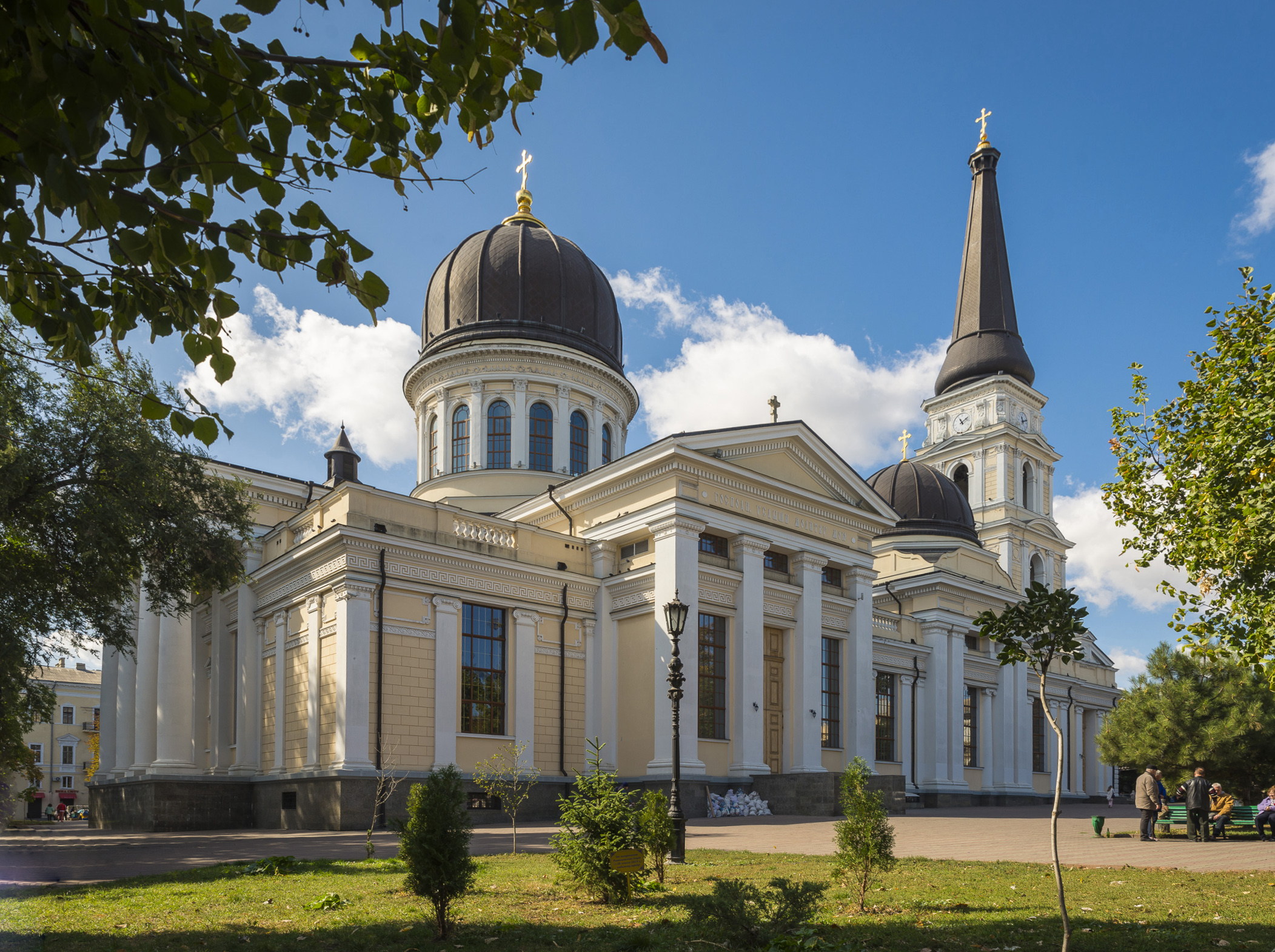
Kristi förklarings katedral, den största ortodoxa katedralen i Odessa
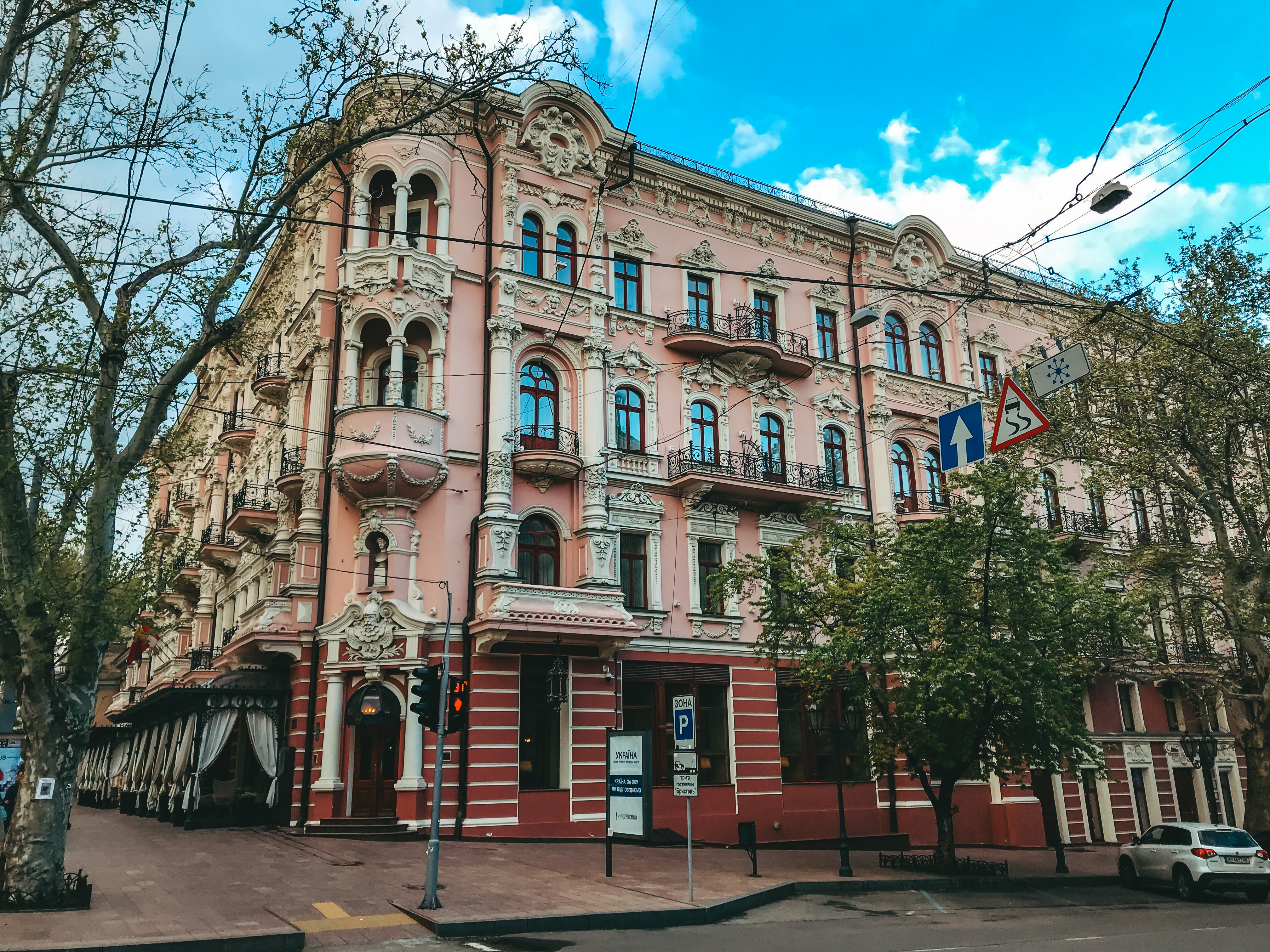
Bristol Hotel
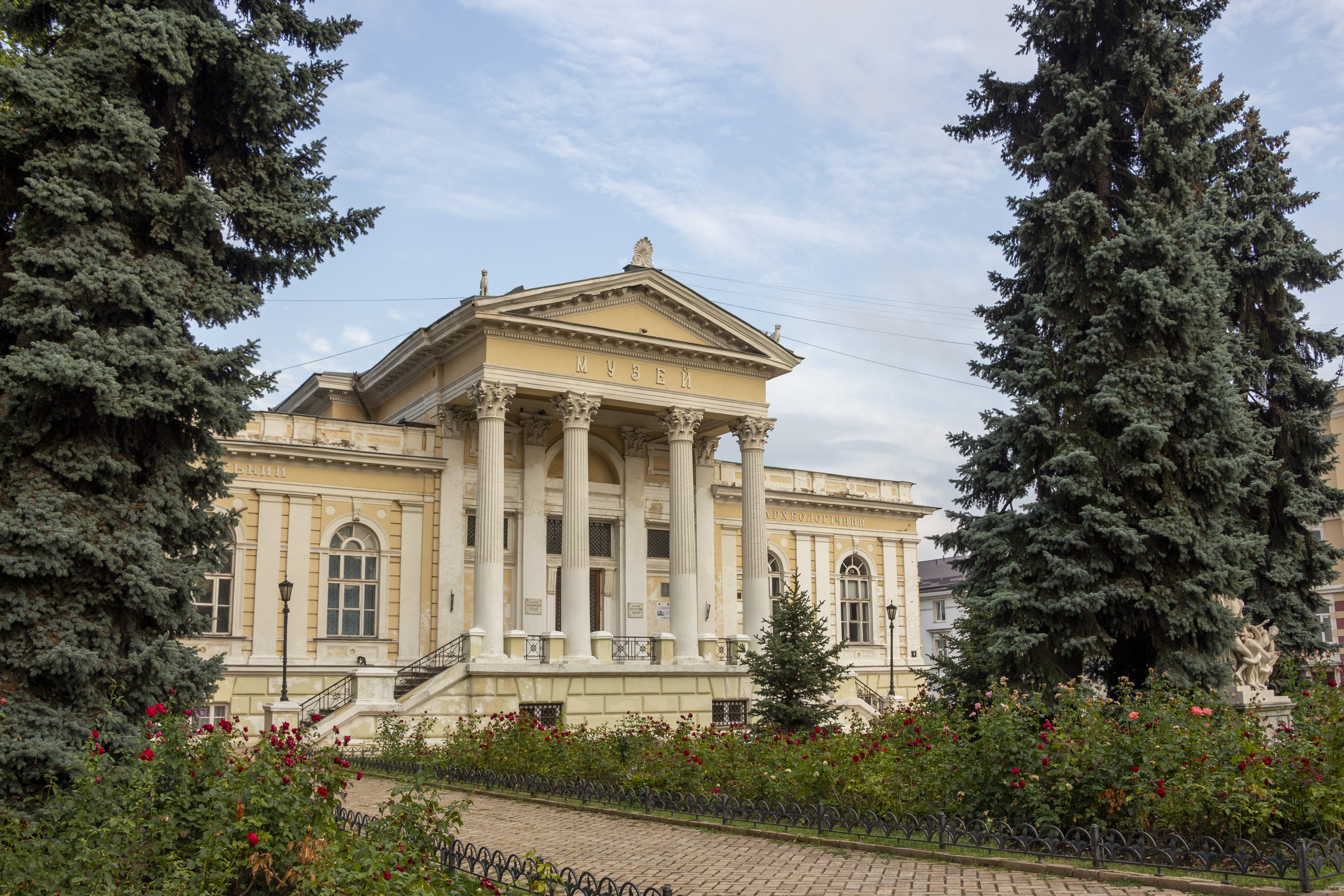
Arkeologiska museet
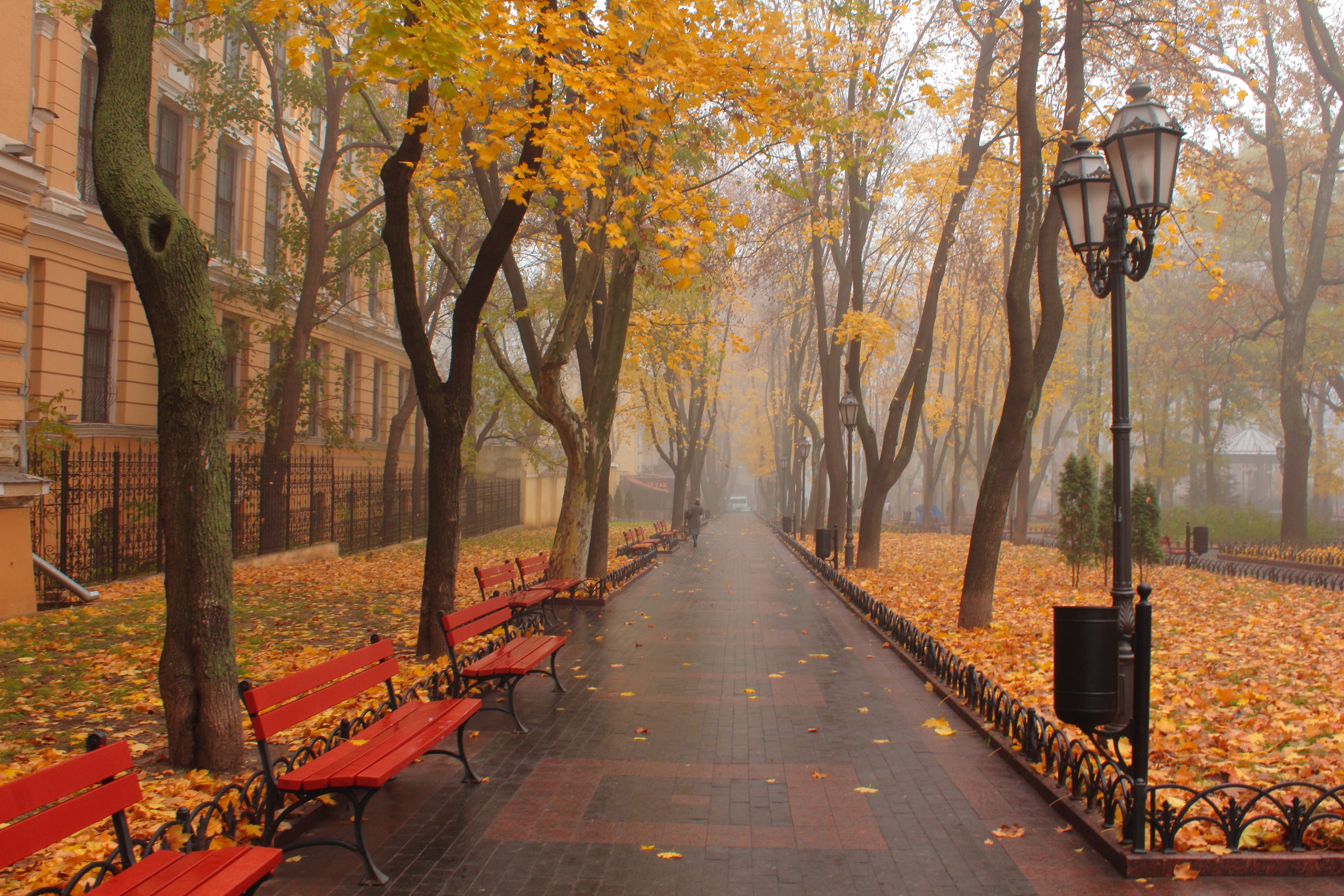
Stadsträdgården